# 鐵金剛勇破爆炸黨
《鐵金剛勇破爆炸黨》（英語：Octopussy），1983年上映，是第13部占士·邦電影系列。
本片中飾演八爪女的女主角莫德·亞當斯（Maud Adams）早於1974年曾於《鐵金剛大戰金槍客》中出任邦女郎，是第一位連任兩次的邦女郎。

## 劇情
英國軍情六處情報員「009」，冒著生命危險從東柏林帶回來一枚幾可亂真的法布爾彩蛋。英方決定派007號情報員占士·邦到蘇富比拍賣行去調查法布爾彩蛋的真相。原來法布爾彩蛋是蘇聯的官方收藏，蘇聯奧洛夫將軍從國庫中將其盜出欲轉手倒賣套取現金，但因為複製的贗品法布爾彩蛋被009截獲，故派出阿富汗的卡馬漢王子花費了50萬英鎊從蘇富比拍賣行將其購回。在拍賣會上用贗品換走真品的007跟著卡馬漢來到印度的宮殿 007發現卡馬漢王子一直和一個叫八爪女的女人合作從各國走私珠寶。八爪女利用自己馬戲團的掩護走私一批蘇聯的珠寶到西德。不料奧洛夫將軍和卡馬漢王子卻偷梁換柱利用核彈炸毀美國空軍基地挑起戰爭。007再次挺身而出成功在爆炸前一秒拆除了核彈。但八爪女卻落入卡馬漢王子之手，007在Q先生的幫助下從宮殿裡救出了八爪女。

## 演員
- 罗杰·摩尔 飾 占士邦
- 莫德·亚当斯 飾
- Kristina Wayborn 飾 Magda
- Louis Jourdan 飾 卡馬漢王子
- Kabir Bedi 飾 Gobinda
- Steven Berkoff 飾 奧洛夫將軍
- David Meyer 和 Anthony Meyer 飾 Mishka 和 Grishka
- 維傑·阿姆里特拉吉 飾 維傑
- 勞勃·布朗 飾 M
- 戴斯蒙·李維林 飾 Q
- Lois Maxwell 飾 曼妮潘妮小姐
- Geoffrey Keen 飾 Sir Frederick Gray
- Walter Gotell 飾 General Gogal

## 製作花絮
本片開頭的飛機追逐戲份原先是1979年拍攝太空城的戲分之一，後來因為劇本問題而被刪去，最後將這段劇情運用在本片開頭。

## 拍攝地點
片中以德國和印度為主要場景。

## 主題曲
由麗塔·庫莉姬（Rita Coolidge）演唱主題曲「All Time High」 